# Čižatice
Čižatice (mađarski: Tizsite) je selo i općina u okrugu Košice-okolie u kraju Košice u istočnoj Slovačkoj .

## Povijest
U povijesnim zapisima selo se prvi put spominje u 1299. godini.

## Zemljopis
Selo je na nadmorskoj visini od 280 metara i zauzima površinu 7,67 km².

## Stanovništvo
| Godina:     | 1993. | 2003.   | 2013.   | 2023.   |
| ----------- | ----- | ------- | ------- | ------- |
| Broj ljudi: | 362   | 360     | 380     | 403     |
| Razlika:    |       | -0,55 % | +5,55 % | +6,05 % |

| Godina:     | 2022. | 2023.   |
| ----------- | ----- | ------- |
| Broj ljudi: | 401   | 403     |
| Razlika:    |       | +0,49 % |

U selu živi 403 stanovnika (2023.).

## Etnički sastav
Stanovništvo je 99 % slovačke etničke pripadnosti.

## Vlada
Seoski matični ured, okružni i porezni uredi nalaze se u Košicama, a najbliže policijske snage i vatrogasne postrojbe nalaze se u obližnjem Bidovcu. Selo nema službenog državnog dužnosnika.

## Kultura
Selo ima malu javnu knjižnicu i prodavaonicu hrane.

## Šport
Selo ima nogometno igralište.

## Prijevoz
Najbliža željeznička stanica je u Košicama udaljena oko 20 kilometara.

## Genealoški izvori
Zapisi za genealoško istraživanje dostupni su u državnom arhivu "Statny Archiv u Košicama, Slovačka"
- Rimokatolički crkveni zapisi (rođeni/vjenčani/umrli): 1755. – 1895. (župa B)
- Luteranski crkveni zapisi (rođeni/vjenkovi/smrti): 1784. – 1895. (župa B)

## Stanica za radio prijenos
U blizini Čižatica nalazi se srednjevalna radio stanica koja radi na 1521 kHz. Stanica koja može raditi sa 600 kW, ima 3 jarbola. Dva najveća jarbola stanice visoka su 135 metara i rade kao usmjerena antena.